# Чижник
Чижник (словац. Chyžník) — річка в Польщі; створює кордон із Словаччиною, колишня притока Чєрної Орави — в сучасності впадає у водосховище Орава, протікає в окрузі Тврдошін.
Довжина приблизно 10.5 км — з того в Словаччині 1.9. Витік знаходиться в масиві Оравська улоговина — на висоті близько 660—665 метрів. Протікає територією сіл Гладовка і Хижне.
Впадає в Чєрну Ораву на висоті приблизно 600 метрів — в сучасності устя затоплене водосховищем Орава.